# Simulium johnfrumi
Simulium johnfrumi es una especie de insecto del género Simulium, familia Simuliidae, orden Diptera.
Fue descrita científicamente por Craig, 2006.